# بری داگر
بری داگر (انگلیسی: Barry Dagger؛ زادهٔ ۱۹ مهٔ ۱۹۳۷) تیرانداز اهل بریتانیا است.
وی در مسابقات کشوری و بین‌المللی در مجموع برندهٔ ۱ مدال طلا، ۱ مدال نقره، ۱ مدال برنز شده‌است.